# Ролен, Оливье
Ольвье́ Роле́н (фр. Olivier Rolin, род. 17 мая 1947, Булонь-Бийанкур, Сена, Франция) — французский писатель.
Родился 17 мая 1947 года в Булонь-Бийанкур. Провёл своё детство в Сенегале. Потом он учился в лицее Людовика Великого, где получил диплом философа.
Был руководящим членом организации «Пролетарская левая» (Gauche prolétarienne). Являлся руководителем военного отдела Нового народного сопротивления (Nouvelle résistance populaire или NRP), которая практиковала насильственные, захватнические действия. Затем стал журналистом в «Либерасьон» и «Нувель Обсерватер» (Nouvel Observateur). Он был компаньоном певицы Джейн Биркин. Его брат, Жан Ролен, также является членом «Пролетарской левой». Его произведения были вдохновлены маем 68-го года и «Пролетарской левой».

## Произведения
Романы:
- Охотник на львов, издательство Seuil, 2008
- Комнаты, издательство Seuil, 2006
- Сюита об отеле Кристалл, издательство Seuil, 2004
- Тигр и бумага', издательство Seuil, 2002
- La Langue suivi de Mal placé, déplacé, издательство Verdier, 2000
- Мерое, издательство Seuil, 1998
- Порт-Судан, издательство Seuil, 2004 (Премия Фемина, 1994)
- Изобретение человечества (это любимая книга писателя), издательство Seuil, 1993
- Феномен будущего, издательство Seuil, 1963

Эссе:
- Оригинальный пейзаж, издательство Seuil, 1999
- Моя серая шляпа, издательство Seuil, 1997
- Гавана (совместно с Жан-Франсуа Фожель и Жан-Луи Водуаье), издательство Ке Вольтер, 1989
- Семь городов, издательство Риваж, 1988
- В России, издательство Ке Вольтер, 1987
- Бар черных волн, издательство Seuil, 1987
- Афины: с Ольвье Ролен, издательство Отреман, 1986
- Возражения против захвата армий, газета Терроризм и демократия, Файар, 1986 (Под псевдонимом Антуан Линье)